# Quasi-Park Narodowy Tsugaru
Quasi-Park Narodowy Tsugaru (jap. 津軽国定公園 Tsugaru Kokutei Kōen) – narodowy quasi-park w prefekturze Aomori na północy regionu Tōhoku, na wyspie Honsiu, w Japonii.
Jest klasyfikowany jako chroniący krajobraz (kategoria V) według IUCN. Park obejmuje sporą część półwyspu Tsugaru, w tym górę Iwaki (1 625 m n.p.m.) i lasy bukowe gór Shirakami, znajdujące się na Liście Światowego Dziedzictwa UNESCO, przylądek Tappi (Tappi-zaki) i inne obszary przybrzeżne półwyspu Tsugaru, jak mokradła i jeziora: Jūni (Jūni-ko) i Jūsan (Jūsan-ko).
Obszar ten został wyznaczony jako narodowy quasi-park 31 marca 1975. Podobnie jak wszystkie quasi-parki narodowe w Japonii, jest zarządzany przez samorząd lokalny.